# أبكاوده
أبكاوده Abcoude  هي مدينة وبلدية سابقة بمقاطعة أوترخت، هولندا.

## أعلام
- خيرت فان آركل
- ميخائيل دودوك دي فيت
- يعقوب أبيلز
- كيز بويك